# Baronía de Llagostera
El señorío de Llagostera, después baronía de Llagostera fue una jurisdicción señorial erigida el 1375 sobre la señoría, el lugar y el castillo de Llagostera (Gironés) a favor de Gastó de Montcada y de Luna, que comprendía los castillos de Malavella, Montagut y Cassá, la villa de Caldas de Malavella y las villas y lugares de Franciac, Santa Seclina, Caulers, Tosa y Lloret.
El señorío de Llagostera fue concedida en 1288 por el rey Alfonso II al vizconde Dalmau (VI) de Rocabertí. En 1323, por muerte del hijo de este, Guerau de Rocabertí, revirtió en la corona y en 1324 fue concedido de nuevo, por Jaume II, al abuelo del primer barón, Ot de Montcada, señor de la baronía de Aitona, seguramente para compensar la dote de la última esposa del rey, Elisenda de Montcada, hermana de Ot. La cesión de Llagostera fue seguida, a principios de 1326, de la de los castillos de Caldas de Malavella y Cassá al mismo señor, Ot de Montcada.
En 1375, Pedro III creó la baronía de Llagostera, formada por los dominios gerundenses de los Montcada – los castillos de Llagostera y Malavella, la villa de Caldas, los lugares de Franciac, Santa Seclina y Caulès y los derechos jurisdiccionales sobre Tosa y Lloret.
Pasó a los Cruïlles y, tras una serie de pleitos, a los Rocabertí-Tagamanent, a los Vilarig y a los Cruïlles de Castellfollit, así como a los Montcada, marqueses de Aitona y sus sucesores, los duques de Medinaceli, también se titularon barones de Llagostera hasta que, en 1865, Luis Tomás Fernández de Córdoba vendió sus propiedades de Llagostera.

## Señores de Llagostera
| Linajes                            | Período   | Señores (1324) Barones (1375) |
| ---------------------------------- | --------- | --- |
| Montcada                           | 1324-1423 | Ot de Montcada (1324-1341) Pere de Montcada (1341-1385) Gastó de Montcada (1385-1419) Roger de Montcada (1419) Elionor de Montcada (1419-1423) |
| Cruïlles                           | 1423-1576 | Pere Galceran Y de Cruïlles (1423-1447) Martí Guerau Y de Cruïlles (1447-1474) Pere Galceran II de Cruïlles (1474-1497) Francesc de Cruïlles (1497-1512) Martí Guerau II de Cruïlles (1512-1564) Jerònima Beneta Descoll (1564-1576)                                                                                           |
| Disputas                           | 1576-1595 | A) Dalmau de Rocabertí-Tagamanent B) Elisabet de Vilarig-Cruïlles |
| Disputas entre Montcada y Cruïlles | 1595-1670 | A) Cruïlles: Guerau Y de Cruïlles de Santa Pau (1595-1611) Guerau II de Cruïlles de Santa Pau (1611) Hug II de Cruïlles de Santa Pau (1611-1625) Galceran II de Cruïlles de Santa Pau (1625-1670) B) Montcada: Gastó II de Montcada (1595-1626) Francesc II de Montcada (1626-1635) Guillemos Ramon IV de Montcada (1635-1670) |
| Montcada (Marqueses de Aitona)     | 1670-1756 | Miquel y de Montcada (1670-1674) Guillemos Ramon de Montcada (1674-1727) Maria Teresa de Montcada (1727-1756) |
| Duques de Medinaceli               | 1756-1865 | Lluís Antoni Fernández de Córdova (1756-1768) Pere Alcántara Fernández de Córdova (1768-1789) Lluís Maria Fernández de Córdova (1789-1806) Lluís Joaquim Fernández de Córdova (1806-1840) Lluís Tomàs Fernández de Córdova (1840-1865)                                                                                         |
| fuente:                            |           | |